# Mayfield (Staffordshire)
Pour les articles homonymes, voir Mayfield.
Mayfield est un village et une paroisse civile du Staffordshire, en Angleterre.